# Kenvue
Kenvue, Inc. (Kenvue Incorporated) ist ein US-amerikanischer Konsumgüterkonzern mit Hauptsitz in Skillman, New Jersey, USA. Das Unternehmen ging aus dem 2023 erfolgten Spin-off (Abspaltung) der Sparte für Konsumgüter der Firma Johnson & Johnson hervor. Kenvue ist eine Wortneuschöpfung und ist aus dem englisch-schottischen Wort „Ken“ (wissen) und dem französischen Wort „vue“ (Sicht, Einblick) zusammengesetzt.
Das Unternehmen verfügt über eine Vielzahl von international vertriebenen Marken wie Neutrogena, Listerine, nicorette oder o.b., wodurch zuletzt ein Umsatz von 15,4 Mrd. US-Dollar generiert wurde. Nach Angaben des Unternehmens werden in über 165 Ländern Produkte an jährlich 1.2 Milliarden Kunden abgesetzt.
Seit dem 4. Mai 2023 ist Kenvue als eigenständiges Unternehmen an der New York Stock Exchange gelistet, wobei die ehemalige Muttergesellschaft Johnson & Johnson noch 9,52 % der Aktien besitzt.

## Geschichte

### Spin-off
Bereits in den Jahren 2020 und 2021 wurden Bestrebungen des Konzerns Johnson & Johnson öffentlich, wonach sich der Gesundheitskonzern aufspalten wolle. Grund dafür sind laut Unternehmensleitung (Alex Gorsky) neben der Maximierung des Shareholder-Value eine verbesserte Entwicklungs- und Fokussierungsmöglichkeit beider Teile. Am 28. September 2022 kündigte Johnson & Johnson den Namen und Umfang der Abspaltung an, die sich auf das Konsumgütergeschäft unter dem Namen Kenvue beschränkt.
Johnson & Johnson folgte mit der Abspaltung Vorreitern wie Merck & Co., die ihr Konsumgütergeschäft im Jahr 2014 an Bayer verkauften, oder Pfizer, die im Jahr 2019 den Konsumgüterbereich mit dem von GSK verschmolzen und ausgliederten.

### Börsengang
Am 23. Februar 2022 wurde das Unternehmen offiziell im US-Bundesstaat Delaware registriert und eingetragen, wobei der Name Kenvue nachgetragen wurde. Am 4. Januar 2023 beantragte Johnson & Johnson den Börsengang an der New York Stock Exchange. Der Börsengang erfolgte am 4. Mai 2023, wobei nur 172,8 Millionen (ca. 9,1 %) der 1.89 Milliarden Aktien in den freien Handel über gingen. Mit einem Eröffnungspreis von 22 US-Dollar und einer positiven Kursentwicklung im Tagesverlauf erreichte das Unternehmen eine Marktkapitalisierung von über 47 Milliarden US-Dollar. Durch Aktienoptionen der am Börsengang beteiligten Investmentbanken sank der Anteil von Johnson & Johnson an Kenvue von 90,9 % auf 89,6 %. Im Zuge der Abspaltung bot Johnson & Johnson seinen Aktionären an, eine beliebige Anzahl von Aktien der neuen Kenvue gegen die Bestandsaktien an Johnson & Johnson zu tauschen. Im August 2023 erfolgte der Umtausch von rund 191 Millionen Aktien von Johnson & Johnson zu rund 1.53 Milliarden Aktien von Kenvue (Umtauschverhältnis von 1:8.03), wodurch der nun ehemalige Mutterkonzern noch rund 9,5 % der Aktien an Kenvue hält.

## Unternehmensstruktur und Marken
Zum Portfolio des Unternehmens gehören innerhalb der sogenannten House of brands-Strategie 85 verschiedene Marken in 3 Segmenten, die bekanntesten sind:

### Selbstmedikation

#### Husten, Erkältung und Allergien
- Hexoral
- Zyrtec
- Benadryl
- Zarbee´s
- Sudafed
- Benylin
- Rhinocort
- Frenadol
- Codral
- Reactine

#### Schmerzbehandlung
- Tylenol
- Motrin
- Calpol

#### Sonstige
- nicorette
- imodium
- Pepcid

### Haut- und Schönheitspflege

#### Gesicht- und Körperpflege
- Neutrogena
- Aveeno
- Dr. Ci:Labo
- Clean & Clear
- Lubriderm
- Johnsons
- Le Petit Marseillais
- Dabao
- Neustrata
- exuviance

#### Haar-, Sonnen- und sonstige Pflege
- ogx
- Mani
- Rogain
- Sundown

### Essential Health

#### Mundhygiene
- Listerine

#### Babypflege
- Johnson’s Baby

#### Sonstige
- Band-Aid
- Stayfree
- Carefree
- o.b.
- Neosporin
- Polysporin

## Kritik
Der Konzern Johnson & Johnson befindet sich seit 2009 in großen Gerichtsprozessen, da eine Vielzahl von Konsumenten des Johnson’s Babypuder die Erkrankung an Eierstockkrebs auf die andauernden Verunreinigung und Belastung des Produkts durch Asbest zurückführen. Mit der Abspaltung der Konsumgütersparte und darin enthalten die Firma, die das Babypuder herstellte, kam es erneut zu einer öffentlichkeitswirksamen Kontroverse, wobei es so dargestellt wurde, dass sich Johnson & Johnson mit der Abspaltung von Kenvue den potenziell finanziellen Folgen der Gerichtsprozesse entziehen wolle. Dies wurde von Johnson & Johnson jedoch durch eine Presseerklärung zur vollständigen Haftung und Übernahme aller Prozessfolgen abgestritten.